# كولمار

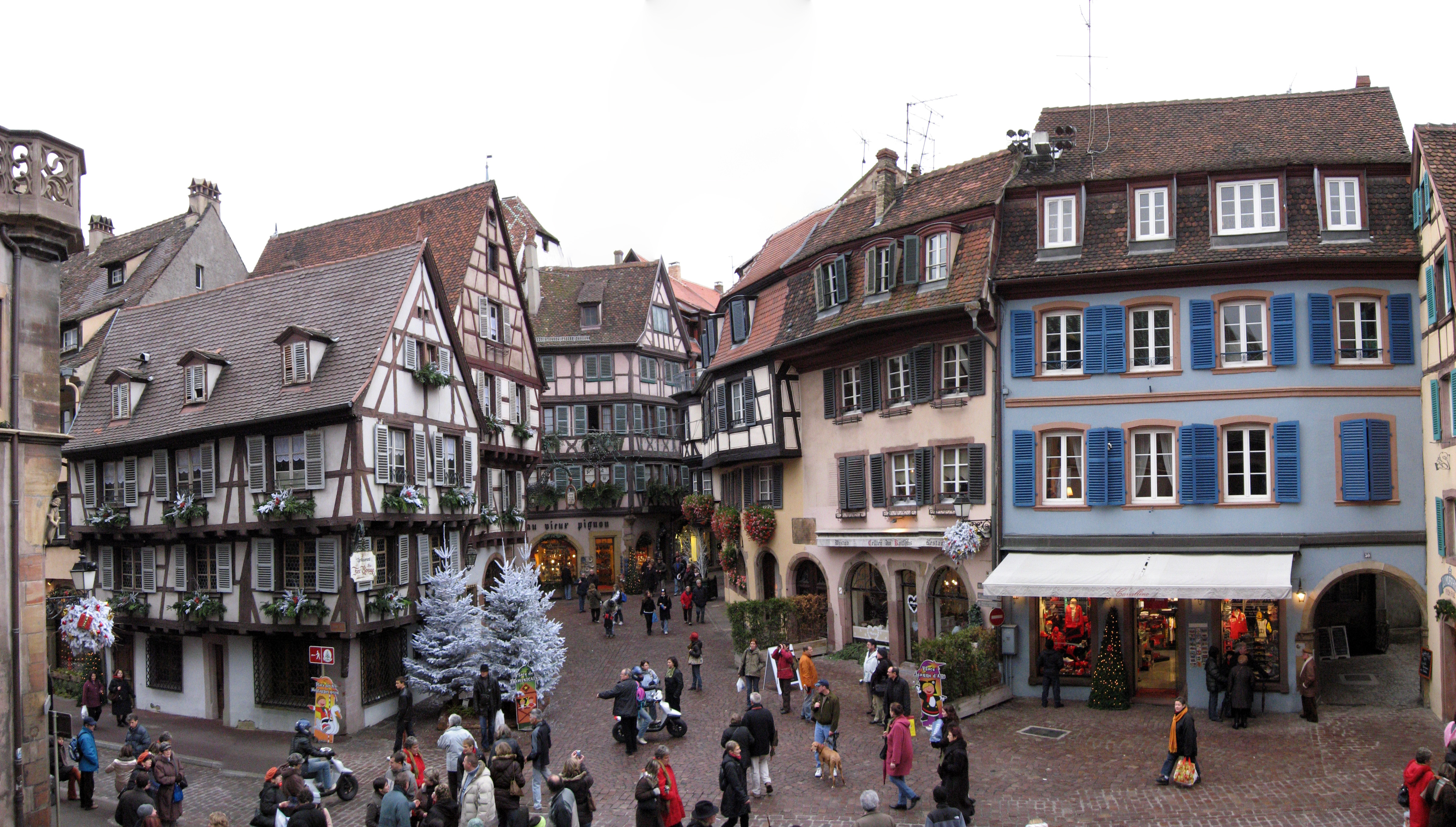
البلدة القديمة في كُلمار

كُلمار (بالفرنسية: Colmar)‏ هي مدينة وبلدية في إقليم أوت رين ومنطقة غراند إست في شمال شرق فرنسا. يبلغ عدد سكانها 144,700 نسمة (إحصاءات 2006).

## توأمة
لكُلمار اتفاقيات توأمة مع كل من:
- أبينغدون أون تيمز [الإنجليزية]‏
- Hyde, Greater Manchester [الإنجليزية]‏
- آيزنشتات
- جيور
- لكة
- برينستون
- شونغاو
- سينت نيكلاس
- Princeton Township, New Jersey [الإنجليزية]‏
- تولياتي (يوليو 1996 - )

## أعلام
- مارتن شونجور
- جان جاك كيلر
- فريديريك أوغست بارتولدي
- غاي رو
- رياض بودبوز